# Дружество против сърбите
Дружеството против сърбите в Солун е насочена срещу сръбската пропаганда в Македония българска организация, основана през 1897 година от Даме Груев, по това време учител в Солунската българска мъжка гимназия. Разклонение е на Вътрешната македоно-одринска революционна организация.
В края на XIX век сръбската пропаганда в Южна Македония се засилва и започва да отваря свои училища на много места. В отговор местните българи организират протестни демонстрации, вълнения и боеве. Сръбските учители и сърбоманските ученици от тези училища са сплашвани и нападани. Дружеството против сърбите открито говори за насилие срещу сърбите и сърбоманите; в издаваното в Солун българско списание „Народно Право“ (1897) се казва, че „сърбите трябва, с огън и меч, да бъдат прогонени от Македония“. Организацията участва в нападения на сърби и сърбомани, предимно в Македония. На някои от целите са издрани кръстове с ножове на челата. Първият неутрализиран е сръбският учител Илия Пейчинович. До 1902 година по сръбски данни са убити най-малко 43 души, а други 52 са ранени. До 1905 година са ликвидирани над 500 дейци на сръбската пропаганда в цяла Македония.